# Nicotiana raimondii
Nicotiana raimondii là loài thực vật có hoa trong họ Cà. Loài này được J.F. Macbr. mô tả khoa học đầu tiên năm 1930.